# Joseph Stinson
Pour les articles homonymes, voir Stinson.
Joseph Stinson est un scénariste américain, il a écrit 3 films pour Clint Eastwood et un pour Burt Reynolds.

## Filmographie
- 1983 : Le Retour de l'inspecteur Harry de Clint Eastwood
- 1984 : Haut les flingues ! de Richard Benjamin
- 1985 : Le Justicier de Miami de Burt Reynolds
- 1986 : Le Maître de guerre de Clint Eastwood